# Xã Akron, Quận Peoria, Illinois
Xã Akron (tiếng Anh: Akron Township) là một xã thuộc quận Peoria, tiểu bang Illinois, Hoa Kỳ. Năm 2010, dân số của xã này là 1.068 người.